# Geraldine Doyle
Geraldine Doyle, de soltera Geraldine Hoff (Inkster, 31 de julio de 1924-Lansing, 26 de diciembre de 2010), fue una mujer estadounidense que había sido ampliamente y erróneamente promocionada en los medios como la posible modelo de la vida real para el cartel de la era de la Segunda Guerra Mundial, We Can Do It! («¡Podemos hacerlo!») que luego se pensó que era una encarnación del personaje de la Segunda Guerra Mundial, Rosie the Riveter («Rosie la remachadora»); sin embargo, más tarde se demostró que la fotografía de una agencia de noticias de 1942 probablemente muestra a otra joven trabajadora de guerra, Naomi Parker.

## Biografía
Geraldine Hoff nació en Inkster, Míchigan. Su padre, Cornelious, era un contratista eléctrico que murió de neumonía cuando ella tenía 10 años. Su madre, Augusta, era una compositor a que tenía escoliosis. Después de graduarse de la escuela secundaria en Ann Arbor, Míchigan, en 1942 encontró trabajo como prensadora de metales en la American Broach & Machine Co. de Ann Arbor. A medida que los hombres comenzaron a alistarse y ser reclutados para el servicio militar para la Segunda Guerra Mundial, las mujeres comenzaron a apoyar el esfuerzo bélico asumiendo funciones, incluido el trabajo en fábricas, que antes se consideraban «solo para hombres».
Como era violonchelista, temía lesionarse la mano al utilizar las máquinas de prensado de metales y abandonó la fábrica después de haber trabajado allí sólo dos semanas. Durante el breve tiempo que trabajó allí, según ella, un fotógrafo de United Press International le tomó una foto. Poco después de dejar su trabajo como prensadora de metales, conoció y se casó con el dentista Leo Doyle en 1943. La pareja tuvo seis hijos (un hijo, Gary, murió en 1980) y permanecieron casados hasta la muerte de él en febrero de 2010.

## Reclamación de conexión con el cartelWe Can Do It!

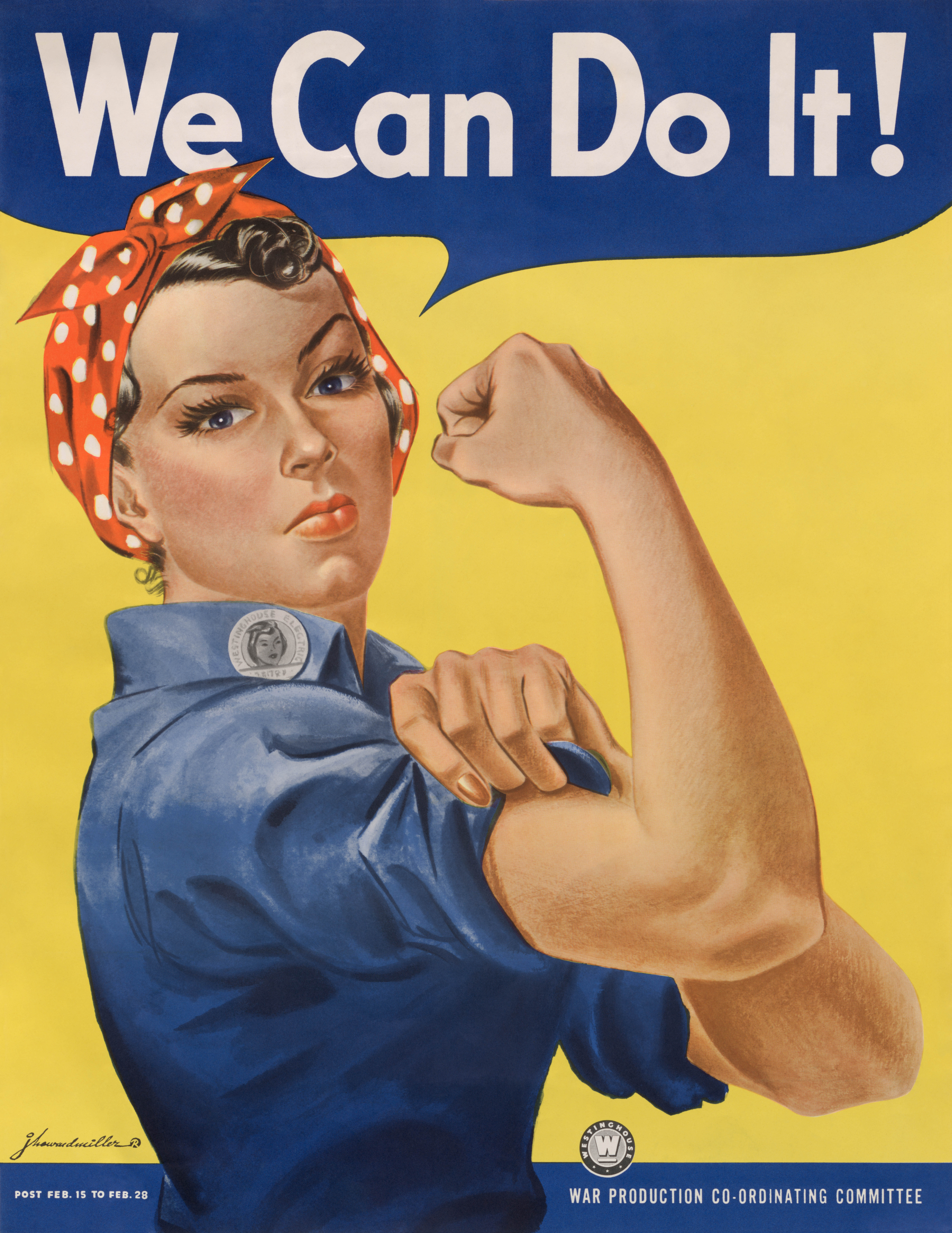
Geraldine Doyle afirmó haber sido la modelo del cartel We Can Do It!.

Debido a que el cartel We Can Do It! («¡Podemos hacerlo!») fue creado para un proyecto interno de Westinghouse, no se volvió ampliamente conocido hasta la década de 1980, cuando fue redescubierto y utilizado por defensores de la igualdad de las mujeres en el lugar de trabajo. En 1984, Doyle se encontró con un artículo en la revista Modern Maturity que mostraba una fotografía de una joven trabajadora de guerra no identificada en un torno de torreta. En 1994, Doyle vio el cartel We Can Do It! en la portada de la revista Smithsonian, y sintió que se reconocía tanto en la foto como en el cartel, y en la década de 1990 se comunicó con la historiadora y autora Penny Colman sobre su conexión con la foto y, por lo tanto, con el cartel. Los medios de comunicación, tras su muerte, la conmemoraron como modelo del famoso cartel, sin citar pruebas más allá de sus propias afirmaciones. Doyle asumió que la fotografía había inspirado el cartel. Una investigación posterior, sin embargo, sugiere que la foto de prensa probablemente muestra a la trabajadora de guerra de California Naomi Parker, la foto tomada en la Estación Aérea Naval de Alameda en marzo de 1942, en un momento en que Doyle asistía a la escuela secundaria. Doyle no afirmó haber conocido o posado para el artista de carteles J. Howard Miller, sino sólo haber sido la mujer retratada en esta foto de prensa en particular que muchos creen que inspiró el cartel. La imagen de Naomi Parker de la agencia de noticias ACME Newspictures se utilizó como imagen de portada del libro de Time-Life The Patriotic Tide: 1940–1950 publicado en 1986.
La imagen We Can Do It! sigue siendo un ícono y apareció en un sello postal de 1999 como parte de una serie sobre la Segunda Guerra Mundial producida por el Servicio Postal de los Estados Unidos.

## Muerte
Murió el 26 de diciembre de 2010, en Lansing, Míchigan, como resultado de complicaciones de una artritis severa.